# ロバート・ニューベリー
ロバート・ニューベリー（Robert Newbery, 1979年1月2日 - ）は、オーストラリア・アデレード出身の飛込競技選手。2000年シドニーオリンピック、2004年アテネオリンピックの2大会で3つの銅メダルを獲得した選手である。
彼の妻であるシャンテル・ニューベリーは、アテネオリンピックの10m高飛込みの金メダリストである。

## 経歴
- 2000年シドニーオリンピック 3mシンクロナイズド板飛込み 銅メダル
- 2004年アテネオリンピック 3mシンクロナイズド板飛込み 銅メダル
- 2004年アテネオリンピック 10mシンクロナイズド高飛込み 銅メダル
- 世界選手権
  - 2003年 10mシンクロナイズド高飛び込み 金メダル
- コモンウェルスゲームズ
  - 1998年 1m板飛込み 銅メダル
  - 1998年 10m高飛込み 銀メダル
  - 2002年 3m板飛込み 銅メダル